# Ascensor
Pour plus de détails, voir Fiche technique et Distribution.
Ascensor est un court métrage espagnol de 11 min réalisé par Tomás Muñoz. Présenté au 28e Festival du film de Berlin de 1978, il y remporta l'Ours d'or.

## Fiche technique
- Réalisation : Tomás Muñoz
- Scénario : Pedro Muñoz, Tomás Daussa
- Date de sortie : 1er mai 1978

## Distribution
- Armando Aguirre
- Antonio Lara
- Miguel Moncho
- Maria Luisa Oliveda
- Juan Subatella